# Francesca Albanese

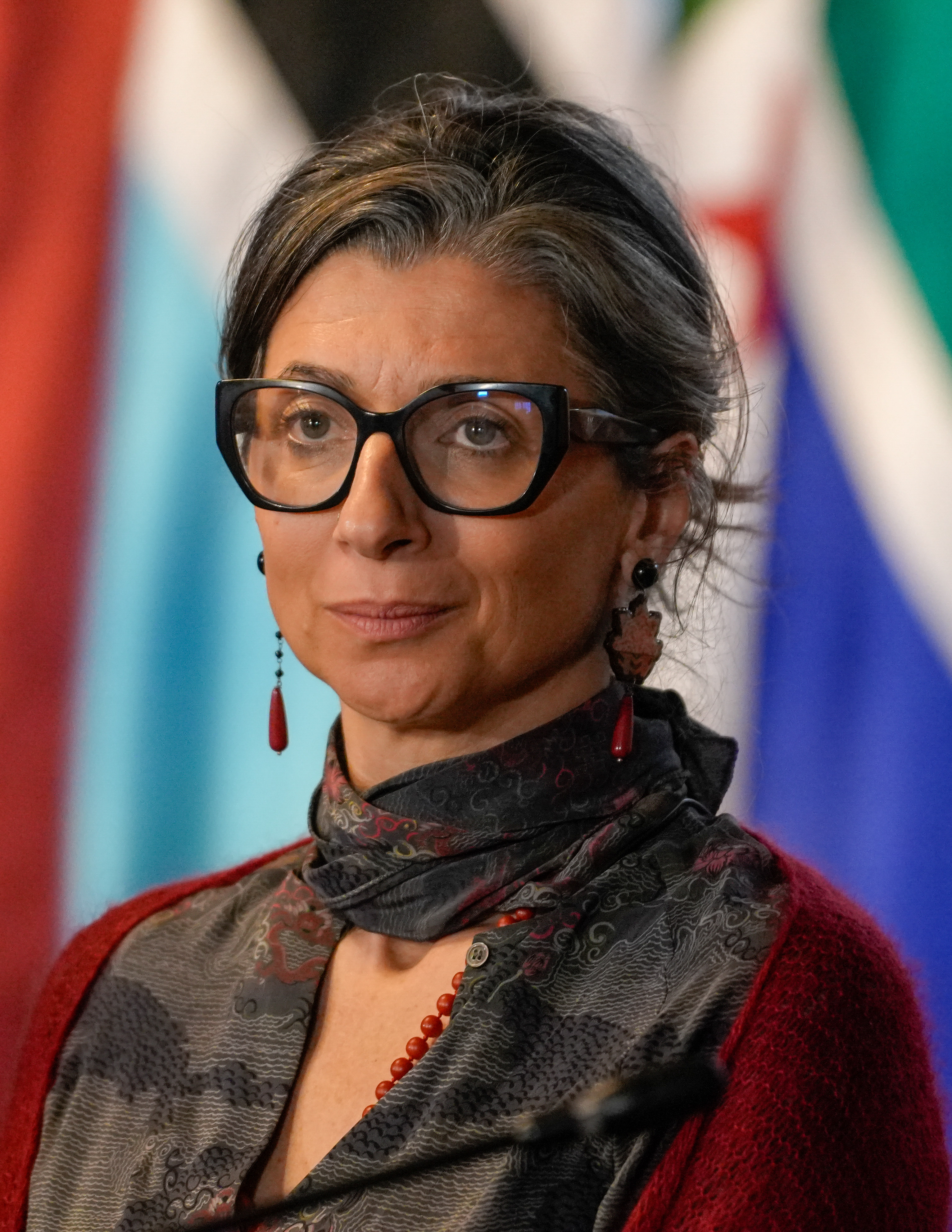
Francesca Albanese (2025)

Francesca Paola Albanese (* 30. März 1977 in Ariano Irpino, Kampanien) ist eine italienische Rechtswissenschaftlerin mit Spezialisierung auf Internationales Recht und Menschenrechte. Seit 2022 ist sie UN-Sonderberichterstatterin für die besetzten Gebiete Palästinas (englisch: United Nations Special Rapporteur on the occupied Palestinian territories). Im Juli 2025 verhängten die USA Sanktionen gegen Albanese, da sie eine „Kampagne politischer und wirtschaftlicher Kriegsführung“ gegen die Vereinigten Staaten und Israel führe.

## Ausbildung und Karriere in Wissenschaft, Publizistik & Beratung
Francesca Albanese absolvierte ihr juristisches Grundstudium an der Universität Pisa und das Master-Studium mit Schwerpunkt Menschenrechte an der School of Oriental and African Studies der University of London. Außerdem war sie Promovendin in internationalem Flüchtlingsrecht an der juristischen Fakultät der Universiteit van Amsterdam.
Nach einem Stipendium am Institute for the Study of International Migration der Georgetown University in Washington, D.C. wurde sie Leitende Beraterin für Migration und erzwungene Vertreibung bei der NGO Arab Renaissance for Democracy and Development (ARDD). Dort war sie Mitgründerin des Global Network on the Question of Palestine. 2020 publizierten sie und Lex Takkenberg bei der Oxford University Press den Bericht Palestinian Refugees in International Law.
Albanese arbeitete ein Jahrzehnt lang als Menschenrechtsexpertin für die Vereinten Nationen, so für den Hohen Kommissar für Menschenrechte und das Hilfswerk für Palästina-Flüchtlinge im Nahen Osten. In dieser Zeit beriet sie auch nationale Regierungen und zivilgesellschaftliche Akteure im Mittleren Osten, Nordafrika und Pazifischen Raum über Menschenrechte, ihre Umsetzung und Normen, besonders bezüglich verletzlicher Gruppen wie Flüchtende und Migranten. Sie arbeitet als Dozentin für internationales Recht und Vertreibung an europäischen und arabischen Universitäten (bspw. am Issam Fares Institute der Amerikanischen Universität Beirut) und tritt bei Kongressen als Expertin für den Israelisch-Palästinensischen Konflikt auf.

## UN-Sonderberichterstatterin für die besetzten palästinensischen Gebiete
Am 1. Mai 2022 wurde sie für eine dreijährige Amtsperiode als Nachfolgerin des Kanadiers Michael Lynk zur ehrenamtlichen UN-Sonderberichterstatterin für die besetzten palästinensischen Gebiete ernannt. Am 18. Oktober 2022 rief Albanese in ihrem ersten Bericht dazu auf, dass die UN-Mitgliedsstaaten einen Plan entwickeln sollten, „um weitere Landbesetzungen durch die israelische Siedlungsbewegung und das Apartheids-Regime zu beenden“. Ihr Bericht schloss: „Die Rechtsverstöße, die im vorgelegten Report beschrieben werden, zeigen die Natur der israelischen Besatzung, eines absichtlich besitzergreifenden, segregationistischen und repressiven Regimes, das die Verwirklichung des Rechts des palästinensischen Volkes auf Selbstbestimmung verhindern soll.“
Der UN-Menschenrechtsrat verlängerte am 4. April 2025 die Amtszeit von Francesca Albanese als Sonderberichterstatterin über die Lage der Menschenrechte in den besetzten palästinensischen Gebiete bis 2028.

### Auseinandersetzung um die Definition von Antisemitismus
Albaneses Ernennung zur UN-Sonderbeauftragten für die besetzten palästinensischen Gebiete (als zweite Italienerin nach Giorgio Giacomelli und als erste Frau in diesem Amt) führte zu einer anhaltenden Kontroverse über Statements von ihr zum Holocaust und zu jüdischen Interessenverbänden, in der ihr Antisemitismus vorgeworfen wurde. Die Konfliktlinien folgen im Wesentlichen den erbittert geführten Auseinandersetzungen, wie die IHRA-Definitionen für Antisemitismus im Einzelfall anzuwenden sind. Albanese wies den Vorwurf, Antisemitin zu sein, zurück und betonte, dass ihre Kritik an Israel sich auf die Okkupation der palästinensischen Gebiete beziehe.
Im Januar 2023 veröffentlichte die Defence for Children ein gemeinsames Statement mit 116 Menschenrechts-, zivilgesellschaftlichen Organisationen, akademischen Institutionen und anderen Gruppen, das eine „Schmutzkampagne“ von Israel zulasten Albanese anprangerte, mit der Israel versuche, legitime Kritik zum Schweigen zu bringen. Das Statement hob stattdessen Albaneses „unermüdliche Anstrengungen für den Schutz der Menschenrechte in den besetzten palästinensischen Gebieten (OPT) und ihr Bewusstsein für die alarmierenden tätlichen Verletzungen palästinensischer Rechte“ hervor.
Im Februar 2023 sprach sich eine parteiübergreifende Gruppe von 18 Mitgliedern des US-Kongresses für eine Ablösung Albaneses aus, da sie anhaltende Vorurteile gegen Israel zeige.
Amnesty International Italien veröffentlichte im April 2023 ein Unterstützungsschreiben für Albanese, das von Dutzenden italienischer Rechtsgruppen, Abgeordneten, Juristen und Akademikern unterzeichnet wurde, nachdem der ehemalige italienische Außenminister Giulio Terzi (Fratelli d’Italia) und der israelische Minister für Diaspora Amichai Chikli die italienische Regierung aufgefordert hatten, sich für eine Entlassung Albaneses einzusetzen.

### Krieg in Israel und Gaza seit 2023
Nach den Terrorangriff der Hamas auf Israel vom 7. Oktober 2023 betonte sie in einer Erklärung am 14. Oktober, dass sowohl Palästinenser als auch Israelis Anspruch auf ein Leben in Frieden, Gleichberechtigung, Würde und Freiheit hätten. Sie rief die Weltgemeinschaft dazu auf, die Bemühungen um einen sofortigen Waffenstillstand zwischen den Parteien zu intensivieren, bevor ein „Punkt ohne Wiederkehr“ erreicht werde. Es sei Verantwortung der internationalen Gemeinschaft, die Bevölkerung vor Gräueltaten zu schützen. Das Vorgehen der Hamas und der israelischen Besatzungstruppen müsse nach den Kriterien des Völkerrechtes bewertet werden. Zur Ankündigung einer militärischen Großoperation in Nord-Gaza durch Israel und der Aufforderung an die dortigen 1,1 Millionen Menschen, diese Wohngebiete unverzüglich und vollständig zu räumen, sprach sie von einer drohenden ethnischen Säuberung, die als Selbstverteidigung nicht gerechtfertigt sei.
Am 14. November 2023 gab Albanese ein Interview im australischen Fernsehen, wo sie gefragt wurde, wie aus ihrer Sicht eine richtige Antwort Israels auf den Terrorangriff der Hamas ausgesehen hätte. Sie antwortete, dass Israel statt einer Kriegserklärung mit „Rechtsdurchsetzung“ (law enforcement) hätte reagieren müssen. Ferner schlug sie vor, dass Israel die UN hätte anrufen können, um die Hamas zu demilitarisieren. Schließlich verglich sie die Situation Israels mit der Situation Frankreichs nach dem Bataclan-Terrorattentat 2015 und argumentierte, dass Frankreich es als Reaktion unterlassen habe, Belgien anzugreifen, obwohl die Terroristen aus Belgien gekommen seien. Auf das Recht zur Selbstverteidigung aus Artikel 51 der UN-Charta zur Rechtfertigung seines militärischen Vorgehens könne Israel sich schon deshalb nicht berufen, weil es sich beim Gazastreifen um ein von Israel besetztes Gebiet handele.
Israels Außenminister Israel Katz (Likud) und Innenminister Moshe Arbel (Schas) forderten in einer gemeinsamen Erklärung, dass UN-Generalsekretär António Guterres Albanese als UN-Sonderberichterstatterin für die palästinensischen Gebiete entlassen solle, und teilten mit, Albanese dürfe jetzt nicht mehr nach Israel oder Palästina einreisen. Hintergrund war Albaneses Posting vom 10. Februar 2024 in Reaktion auf eine Beschreibung des französischen Präsidenten Emmanuel Macron, der den Angriff der Hamas am 7. Oktober 2023 das „größte antisemitische Massaker unseres Jahrhunderts“ genannt hatte. Albanese schrieb: „Das ‚grösste antisemitische Massaker unseres Jahrhunderts‘? Nein, Herr @EmmanuelMacron. Die Opfer von 7/10 wurden nicht wegen ihres Judentums getötet, sondern als Reaktion auf die Unterdrückung durch Israel. Frankreich und die internationale Gemeinschaft haben nichts getan, um sie zu verhindern. Mein Beileid an die Opfer.“ Albanese erklärte, das Einreiseverbot sei „keine Neuigkeit“, da Israel „seit 2008 ALLEN Sonderberichterstattern die Einreise verweigert“. Die Ankündigung aus Israel dürfe „nicht zur Ablenkung von Israels Gräueltaten im Gaza werden“, die mit der Bombardierung von Menschen in „sicheren Gebieten“ in Rafah ein neues Ausmaß an Grauen erreichen.
Zum Weltfrauentag Anfang März 2024 postete Albanese, ihre Gedanken seien „bei den Frauen und jungen Mädchen von Gaza“, aber auch „bei den israelischen Frauen, speziell den Soldatinnen“, an deren Adresse sie die Frage richtete: „Was habt ihr getan, was ist aus euch geworden? Ihr Lieben, wenn euch das klar wird, wird euch das für immer heimsuchen.“
Am 26. März 2024 legte Albanese in der 55. Sitzung des Menschenrechtsrats der Vereinten Nationen in Genf ihren Bericht Anatomie eines Völkermords vor, in dem sie triftige Gründe dafür sieht, dass Israel in seinem Vorgehen gegen die Palästinenser in Gaza zumindest drei in der Völkermordkonvention aufgeführte Tatbestände begangen habe::§ 5
- „Tötung von Mitgliedern einer Gruppe“;[24]:§§ 22–26
- „Verursachen schwerer körperlicher oder geistiger Schäden bei Mitgliedern einer Gruppe“;[24]:§§ 27–31
- „Vorsätzliche Herbeiführung von Lebensbedingungen, die darauf abzielen, eine Gruppe ganz oder teilweise physisch zu zerstören“.[24]:§§ 34–35

Albanese forderte Sanktionen und ein Waffenembargo gegen Israel. Des Weiteren plädierte sie dafür, den kolonialen Kontext der europäischen Besiedlung Palästinas anzugehen, der zu einer „Zerstörung und Verdrängung indigener Völker“ geführt hat,:§ 9 und empfahl dafür die „Wiedereinsetzung des Sonderausschusses der Vereinten Nationen gegen Apartheid“.:§ 97e
Im Juli 2024 wurde Albanese für einen zustimmenden Kommentar zu einem X-Post kritisiert, der den israelischen Ministerpräsidenten Benjamin Netanjahu mit Adolf Hitler verglich. Der Antisemitismusbeauftragte der deutschen Bundesregierung Felix Klein kritisierte die Äußerung aufgrund der Dämonisierung Israels als antisemitisch. Der Botschafter Deutschlands in Israel, Steffen Seibert, bezeichnete den Vergleich als inakzeptabel. Matthias J. Becker, der das Forschungsprojekt „Decoding Antisemitism“ am Zentrum für Antisemitismusforschung der TU Berlin leitet, sagte im Februar 2025, Albanese produziere „Stereotype auf den jüdischen Staat […]. Klassische historische Erzählungen des Antisemitismus wie die Kindermord-Legende.“ Meron Mendel, Direktor der Bildungsstätte Anne Frank, bezeichnete viele Aussagen Albaneses als „nicht akzeptabel“; viele ihrer Äußerungen bedienten antisemitische Narrative.
Mithu Sanyal dagegen lobte Albanese für ihren Mut, ihre Analysen laut zu äußern, selbst dann „wenn sie Kritik an der israelischen Regierung beinhalten“. Ihre Denkweise sei „messerscharf“. Neben den Ärzten von Gaza habe auch Albanese den Friedensnobelpreis verdient.

### Sanktionen gegen Albanese
Die UNO veröffentlichte im Juni 2025 einen Bericht von Albanese, in dem sie die These aufstellt, dass in Gaza ein Völkermord stattfinde, welcher andauere, weil er für mehrere Unternehmen lukrativ sei. In dem Bericht werden 48 Konzerne aufgelistet, darunter Microsoft, Alphabet Inc. und Amazon, die laut Bericht Israel dabei unterstützen, Palästinenser unter Verletzung des Völkerrechts zu vertreiben. Im Juli 2025 verhängten die USA daraufhin Sanktionen gegen Albanese. Auf der Plattform X begründete der US-Außenminister Marco Rubio diesen Schritt damit, dass Albanese „eine ‚Kampagne politischer und wirtschaftlicher Kriegsführung‘ gegen die Vereinigten Staaten und Israel“ führe und sich u. a. für den Haftbefehl des Internationalen Strafgerichtshof (IStGH) gegen Benjamin Netanjahu einsetze.
UN-Generalsekretär Antonio Guterres verurteilte diese Entscheidung als „gefährlichen Präzedenzfall“. Die UN-Sonderberichterstatterin zu Russland, Mariana Katzarova, warnte davor, dass andere Staaten diesem Beispiel folgen könnten.
Auch Liz Evenson, Justizdirektorin bei Human Rights Watch, verurteilte die Sanktionen als Schritt, „die Normen und Institutionen, auf die sich die Überlebenden schwerer Misshandlungen verlassen, zu beseitigen“. Zuvor hatten sich die USA unter Donald Trump auch aus dem Menschenrechtsrat der Vereinten Nationen zurückgezogen. Es gehe den USA darum, „eine UN-Expertin zum Schweigen zu bringen, weil sie ihre Arbeit macht – nämlich die Wahrheit über die Verstöße Israels gegen die Palästinenser zu sagen [...]“. Agnes Callamard von Amnesty International rief die internationale Gemeinschaft dazu auf, Albanese zu unterstützen, um die Auswirkungen der Sanktionen zu minimieren.

## Auszeichnungen
Im April 2023 erhielt Albanese den nicht dotierten Internationalen Stefano Chiarini Preis (benannt nach dem Il-manifesto-Journalisten) in Anerkennung ihrer Arbeit über Palästina und den Nahen Osten.

## Privates
Francesca Albanese hat zwei Kinder.

## Publikationen (Auswahl)
- UNRWA and Palestine Refugee Rights: New Assaults, New Challenges. Institute for Palestine Studies, Washington 2018 (palestine-studies.org).
- mit Lex Takkenberg: Palestinian Refugees in International Law. Oxford University Press, Oxford 2020, ISBN 978-0-19-878404-3.
- mit Lex Takkenberg: The Actuality of the Palestinian Refugee Question: An International Law Perspective. Arab Renaissance for Democracy & Development, 2021 (ardd-jo.org [PDF] Online-Veröffentlichung, Kurzfassung der zuvor genannten Monographie).
- mit Mutaz M. Qafisheh, Rama Sahtout, Lex Takkenberg: The Lex Specialis Regime Pertinent to Palestinian Refugees. In: Global Jurist. Band 23, Nr. 1, 2022, S. 43–74, doi:10.1515/gj-2022-0041.
- mit Christian Elia: J'accuse. Gli attacchi del 7 ottobre, Hamas, il terrorismo,Israeli, l'apartheid in Palestina e la guerra. Fuoriscena, Mailand 2023, ISBN 979-1-22250029-4.